# Plastocerus angulosus
Plastocerus angulosus is een keversoort uit de familie Plastoceridae. De wetenschappelijke naam van de soort is voor het eerst geldig gepubliceerd in 1845 door Germar.